# Iwan Jacob Grün
Iwan Jacob Grün (ur. 4 października 1900 w Berlinie, zm. 1981 w New Castle) – rabin Frankfurtu nad Odrą w latach 1925–1928, następnie rabin Wolnego Miasta Gdańska i dyrektor miejscowej szkoły religijnej w latach 1928–1939.

## Życiorys
Syn kupca Sally’ego Grüna i Clary z domu Jellin. Od wiosny 1919 do 1923 student Uniwersytetu w Berlinie. Członek zarządu Stowarzyszenia Studentów Żydowskich (niem. Verein der jüdischen Studenten). 15 października 1923 uzyskał promocję na Uniwersytecie w Berlinie, a w 1925 r. zdał egzamin rabinacki na Hochschule für die Wissenschaft des Judentums (HWJ) w Berlinie.
Rabin Frankfurtu nad Odrą w latach 1925–1928, od 1925 r. członek Liberalnego Zrzeszenia Rabinów (niem. Liberaler Rabinnerverband).
Rabin Wolnego Miasta Gdańska i dyrektor miejscowej szkoły religijnej w latach 1928–1939. Około 1929 został przewodniczącym Zrzeszenia na rzecz Żydowskiej Historii i Literatury w Prusach Wschodnich (niem. Verband für jüdische Geschichte und Literatur in Ostpreußen). W 1932 r. zastępca przewodniczącego Północnoniemieckiego Zrzeszenia Rabinów (niem. Nordostdeutscher Rabbinerverband).
Członek loży żydowskiej „B'nai B'rith Borussia” w Gdańsku, a w latach 1935–1938 prezydent tejże loży.
W 1939 r. udał się na emigrację do Stanów Zjednoczonych, gdzie pozostał aktywny zawodowo. W 1942 r. rabin gminy „B’nai Israel” w Oshkosh (Wisconsin), a w latach 1944–1946 rabin gminy „B’nai Abraham” w Decatur (Illinois).
Został upamiętniony tzw. kamieniem pamięci (niem. Stolperstein) na placu Brunnenplatz we Frankfurcie nad Odrą, tuż przed tablicą pamiątkową postawioną w 1988 r. w miejscu zburzonej synagogi.